# Qingyang (powiat)
Qingyang (chiń. upr. 青阳县; chiń. trad. 青陽縣; pinyin Qīngyáng Xiàn) – powiat we wschodniej części prefektury miejskiej Chizhou w prowincji Anhui w Chińskiej Republice Ludowej. Liczba mieszkańców powiatu, w 1999 roku, wynosiła 279 415.